# Gefahrstoffschnellauskunft
Die Gefahrstoffschnellauskunft (GSA) ist ein Teildatenbestand des Informationssystems Chemikalien des Bundes und der Länder (ChemInfo) und beinhaltet speziell für Einsatzkräfte relevante Daten über Gefahrstoffe. Sie wird im Rahmen eines Kooperationsprojektes von Bund und Ländern gepflegt.

## Entwicklung
Die GSA wurde mit dem Ziel entwickelt, Einsatzkräften im Notfall schnell Informationen zum Umgang mit gefährlichen Substanzen am Unfallort zu geben. Dazu wurden Daten zu Gefahrstoffen aus dem Datenbestand des GSBL extrahiert.
Im Jahr 2014 wurde in Zusammenarbeit mit dem Institut für Brand- und Katastrophenschutz (IBK) und dem Bundesamt für Bevölkerungsschutz und Katastrophenhilfe (BBK) eine GSA-Nutzeroberfläche für Feuerwehr, Fachberater und Rettungsdienste zur Anzeige auf dem PC entwickelt (GSAdesktop). Des Weiteren wurde eine GSA-Version für mobile Endgeräte (GSAapp) erstellt, die speziell auf die Bedürfnisse der Feuerwehr zugeschnitten ist. Beide Varianten sind offline nutzbar.

## Details
Die Anwendung GSAdesktop enthält Informationen zu 42.000 Stoffen mit bis zu 80 Merkmalen. Sie kann fest auf einem PC gespeichert oder direkt von einem USB-Speicherstick abgerufen werden. Die GSAapp (für Android und iOS) umfasst ca. 16.000 Stoffe.
Die GSA wird Einsatzkräften, die für den Bund oder die beteiligten Länder (Baden-Württemberg, Bayern, Berlin, Hamburg, Hessen, Rheinland-Pfalz, Saarland, Sachsen, Sachsen-Anhalt, Schleswig-Holstein und Thüringen) tätig sind, über den GSBL Zugangsdienst zur Verfügung gestellt.
In der Suchmaske kann nach Stoffnamen, CAS-Nummer, UN-Nummer oder Gefahrnummer gesucht werden. Es werden physikalisch-chemische Daten, der Gefahrendiamant, Gefahrensymbole und Einsatzhinweise bei Brand oder Freisetzung des Stoffes angegeben.